# Mosquée Arrahma
Pour les articles homonymes, voir Mosquée Ar-Rahma.
La mosquée Arrahma de Nantes est un édifice religieux musulman français, situé à Nantes, en Loire-Atlantique. Elle est gérée par l'Association Mosquée Arrahma, appelée autrefois « Association culturelle musulmane de Nantes Nord ». Ce bâtiment cultuel a été créé par l'agence d'architecture 2 GA Architecture dirigée par Alain Gharib. 

## Localisation
Elle est située au n°1 boulevard René-Cassin dans le quartier Nantes Nord, près de l'arrêt René Cassin de la ligne 2 du tramway.

## Histoire
À la suite de la demande de construction d'un lieu cultuel auprès du maire de Nantes Jean-Marc Ayrault, la ville de Nantes autorise cette association à construire une mosquée. La mosquée est érigée entre 2007 et 2009. 

## Architecture et arts
L'architecture de la mosquée Arrahma fait la synthèse d'éléments historiques et contemporains.  

### Plan
La mosquée présente une surface hors œuvre nette (SHON) de 861 m2, pour une hauteur de 14 mètres. Elle est construite sur un plan rectangulaire avec deux niveaux, et est composée d'un hall desservant une salle de prière, une salle en mezzanine et d'autres pièces nécessaires. On a accès à ce bâtiment par trois portails, un central et principal et deux autres latéraux. Les escaliers latéraux au hall desservent les vestiaires, salles d'ablutions et bureaux administratifs. 
La salle de prière est maintenue par des murs porteurs en béton armé, matériau utilisé pour toute la structure. 
La coupole est supportée par quatre colonnes situées au centre de la salle de prière.

### Extérieur
Le bâtiment est constitué de deux tours qui ont le rôle de minaret. Elles contiennent les escaliers pour accéder au second niveau. Ces tours ressemblent à celles de l'architecture hispano-mauresque. 
Le bâtiment se démarque de son environnement par ses façades et ses tours de couleur blanche. La mosquée attire l’attention par cette brillance et cette sobriété. 
Le dôme au centre de la salle de prière est revêtu d'un cuivre gris. 

### Intérieur

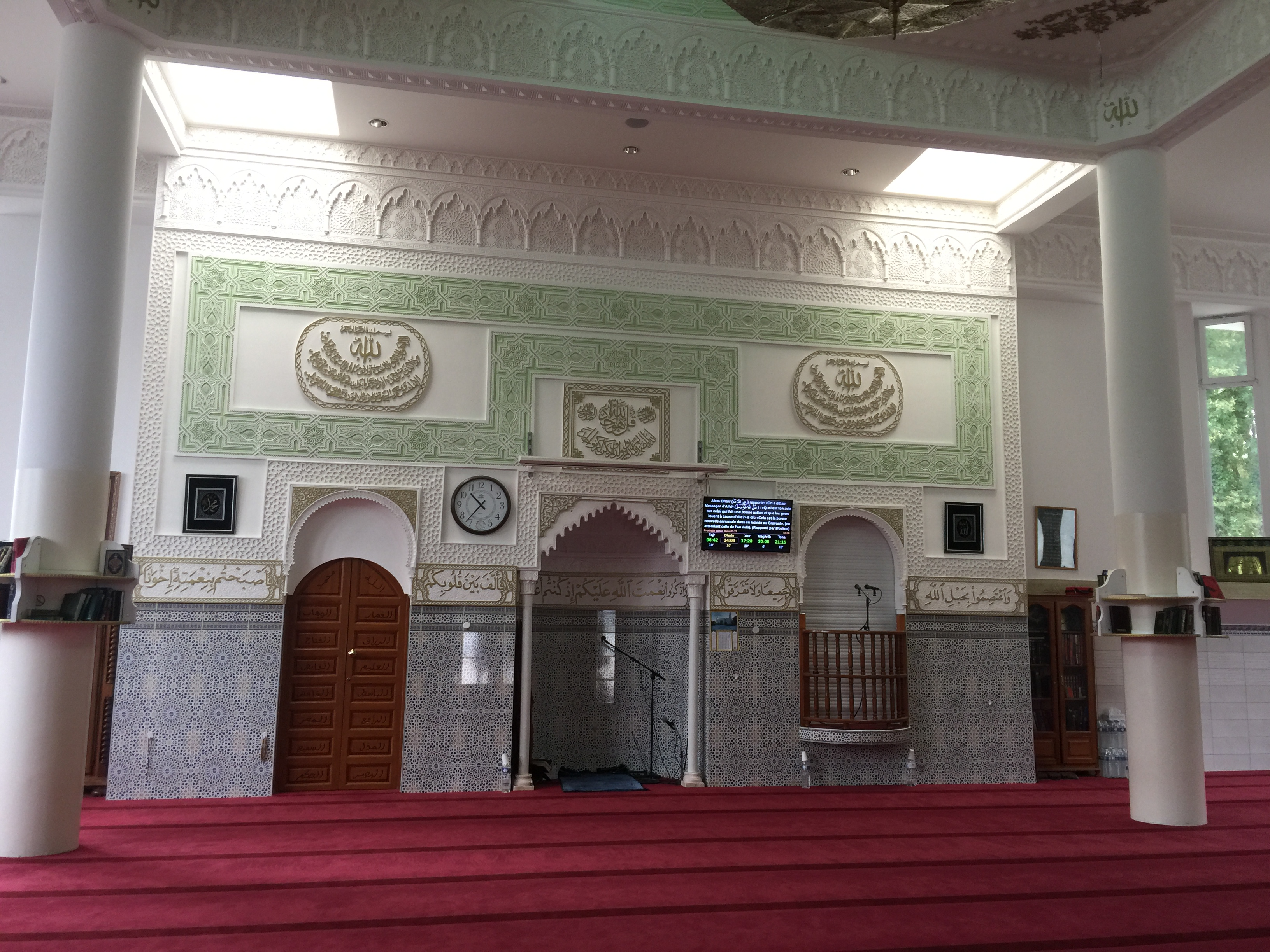
Mihrab et minbar de la Mosquée Arrahma de Nantes, photographie, 2019.

La mosquée Arrahma contient au sein de sa salle de prière les équipements typiques d'un lieu de culte musulman : un mihrab et un minbar. Ces éléments liturgiques sont décorés de motifs repris de l'art islamique. 
Le tapis rouge contraste avec les calligraphies islamiques de couleur verte.    

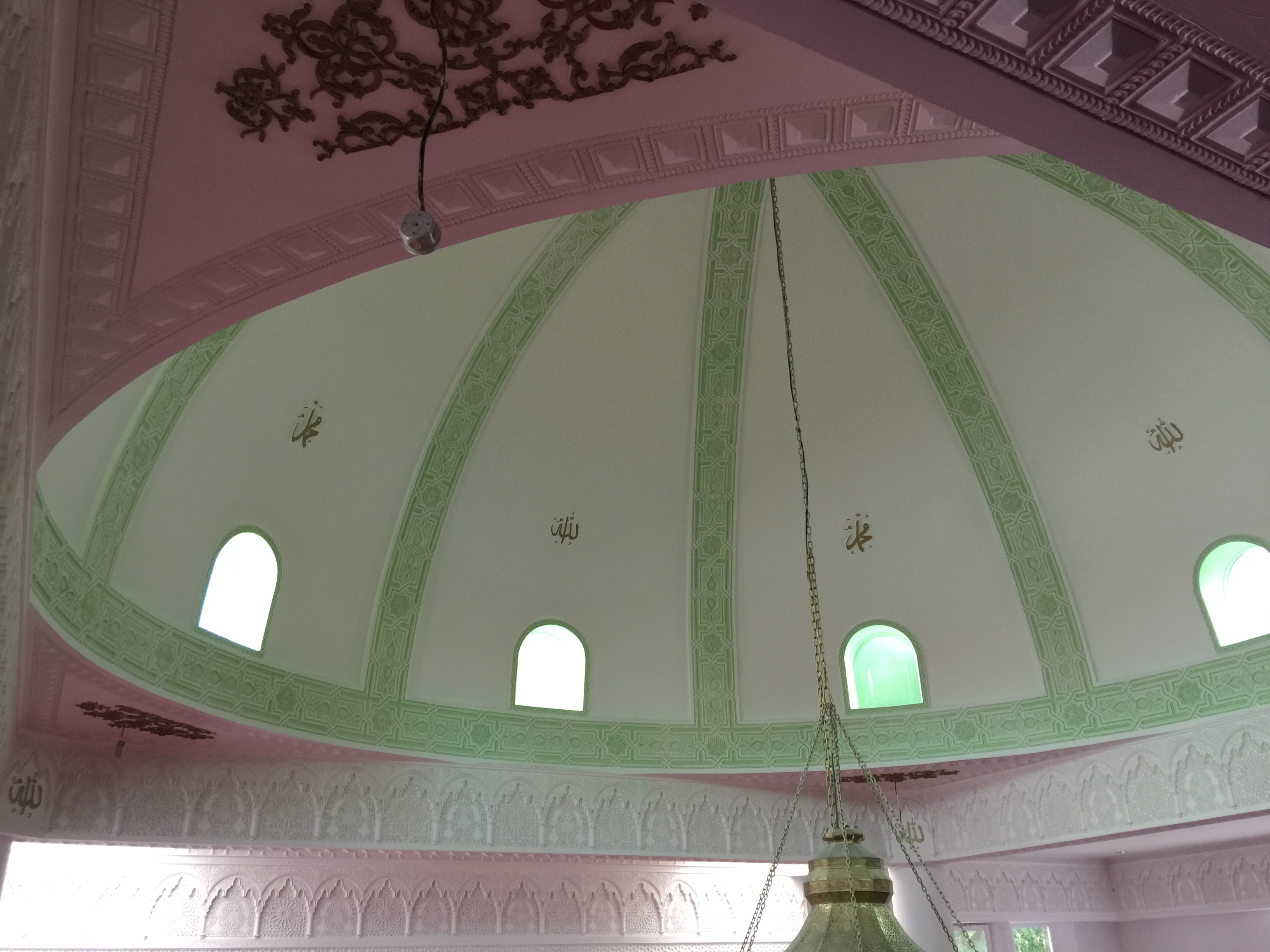
Coupole de la Mosquée Arrahma de Nantes, photographie, 2019.